# Brazabrantes
Brazabrantes là một đô thị thuộc bang Goiás, Brasil. Đô thị này có diện tích 123,548 km², dân số năm 2007 là 3096 người, mật độ 25,1 người/km².